# Aikaterinī Stefanidī
Aikaterinī Stefanidī (in greco Αικατερίνη Στεφανίδη?; Cholargos, 4 febbraio 1990) è un'astista greca, campionessa olimpica a Rio de Janeiro 2016 e campionessa mondiale a Londra 2017.

## Record nazionali
Seniores
- Salto con l'asta: 4,91 m ( Londra, 6 agosto 2017)
- Salto con l'asta indoor: 4,90 m ( New York, 20 febbraio 2016)

## Progressione

### Salto con l'asta
| Stagione | Misura | Luogo         | Data      | Rank. Mond. |
| -------- | ------ | ------------- | --------- | ----------- |
| 2017     | 4,91 m | Londra        | 6-8-2017  | 1ª          |
| 2016     | 4,86 m | Filothei      | 8-6-2016  | 2ª          |
| 2015     | 4,65 m | Atene         | 26-7-2015 | 15ª         |
| 2015     | 4,65 m | Rottach-Egern | 10-7-2015 | 15ª         |
| 2014     | 4,71 m | Monaco        | 18-7-2014 | 2ª          |
| 2013     | 4,40 m | Chula Vista   | 6-6-2013  | 55ª         |
| 2012     | 4,51 m | Livermore     | 16-6-2012 | 28ª         |
| 2011     | 4,45 m | Shenzhen      | 19-8-2011 | 34ª         |
| 2011     | 4,45 m | Ostrava       | 17-7-2011 | 34ª         |
| 2010     | 4,30 m | Palo Alto     | 27-3-2010 | 58ª         |
| 2009     | 4,13 m | Palo Alto     | 18-4-2009 | -           |
| 2008     | 4,25 m | Bydgoszcz     | 11-7-2008 | 86ª         |
| 2007     | 4,25 m | Ostrava       | 14-7-2007 | 82ª         |
| 2007     | 4,25 m | Atene         | 23-6-2007 | 82ª         |
| 2006     | 4,10 m | Atene         | 31-5-2006 | 128ª        |
| 2005     | 4,30 m | Marrakech     | 16-7-2005 | 41ª         |
| 2004     | 4,14 m | Corinto       | 3-7-2004  | 107ª        |
| 2003     | 3,90 m | La Canea      | 9-6-2003  | -           |
| 2002     | 3,40 m | Atene         | 9-6-2002  | -           |

### Salto con l'asta indoor
| Stagione  | Misura | Luogo        | Data      | Rank. Mond. |
| --------- | ------ | ------------ | --------- | ----------- |
| 2016      | 4,90 m | New York     | 20-2-2016 | 3ª          |
| 2015      | 4,77 m | Flagstaff    | 20-2-2015 | 4ª          |
| 2014      | 4,55 m | Flagstaff    | 25-1-2014 | 22ª         |
| 2013      | 4,45 m | Flagstaff    | 2-2-2013  | 23ª         |
| 2012      | 4,35 m | Nampa        | 10-3-2012 | 54ª         |
| 2012      | 4,35 m | Fayetteville | 27-1-2012 | 54ª         |
| 2011      | 4,41 m | Seattle      | 15-1-2011 | 29ª         |
| 2010      | 4,30 m | Seattle      | 27-2-2010 | 54ª         |
| 2007-2009 | –      | –            | –         | –           |
| 2006      | 4,01 m | Paiania      | 12-2-2006 | 132ª        |
| 2005      | 4,37 m | Paiania      | 20-2-2005 | 19ª         |
| 2004      | 3,95 m | Paiania      | 171-2004  | -           |
| 2003      | 3,60 m | Atene        | 22-2-2003 | -           |

## Palmarès
| Anno | Manifestazione  | Sede           | Evento           | Risultato      | Prestazione | Note                                                       |
| ---- | --------------- | -------------- | ---------------- | -------------- | ----------- | ---------------------------------------------------------- |
| 2005 | Mondiali U18    | Marrakech      | Salto con l'asta | Oro            | 4,30 m      | Record dei campionati                                      |
| 2007 | Mondiali U18    | Ostrava        | Salto con l'asta | Argento        | 4,25 m      | Miglior prestazione personale stagionale                   |
| 2008 | Mondiali U20    | Bydgoszcz      | Salto con l'asta | Bronzo         | 4,25 m      | Miglior prestazione personale stagionale                   |
| 2011 | Europei U23     | Ostrava        | Salto con l'asta | Argento        | 4,45 m      | Miglior prestazione personale stagionale                   |
| 2011 | Universiadi     | Shenzhen       | Salto con l'asta | Bronzo         | 4,45 m      |                                                            |
| 2012 | Europei         | Helsinki       | Salto con l'asta | Finale         | nm          |                                                            |
| 2012 | Giochi olimpici | Londra         | Salto con l'asta | 24ª (q)        | 4,25 m      |                                                            |
| 2013 | Europei indoor  | Göteborg       | Salto con l'asta | 13ª (q)        | 4,36 m      |                                                            |
| 2014 | Europei         | Zurigo         | Salto con l'asta | Argento        | 4,60 m      |                                                            |
| 2015 | Europei indoor  | Praga          | Salto con l'asta | Argento        | 4,75 m      |                                                            |
| 2015 | Mondiali        | Pechino        | Salto con l'asta | 15ª (q)        | 4,45 m      |                                                            |
| 2016 | Mondiali indoor | Portland       | Salto con l'asta | Bronzo         | 4,80 m      |                                                            |
| 2016 | Europei         | Amsterdam      | Salto con l'asta | Oro            | 4,81 m      | Record dei campionati                                      |
| 2016 | Giochi olimpici | Rio de Janeiro | Salto con l'asta | Oro            | 4,85 m      |                                                            |
| 2017 | Europei indoor  | Belgrado       | Salto con l'asta | Oro            | 4,85 m      | Miglior prestazione personale stagionale                   |
| 2017 | Mondiali        | Londra         | Salto con l'asta | Oro            | 4,91 m      | Miglior prestazione mondiale stagionale · Record nazionale |
| 2018 | Mondiali indoor | Birmingham     | Salto con l'asta | Bronzo         | 4,80 m      |                                                            |
| 2018 | Europei         | Berlino        | Salto con l'asta | Oro            | 4,85 m      | Record dei campionati                                      |
| 2019 | Europei indoor  | Glasgow        | Salto con l'asta | 4ª             | 4,65 m      |                                                            |
| 2019 | Mondiali        | Doha           | Salto con l'asta | Bronzo         | 4,85 m      | Miglior prestazione personale stagionale                   |
| 2021 | Giochi olimpici | Tokyo          | Salto con l'asta | 4ª             | 4,80 m      | Miglior prestazione personale stagionale                   |
| 2022 | Mondiali        | Eugene         | Salto con l'asta | 5ª             | 4,70 m      | Miglior prestazione personale stagionale                   |
| 2022 | Europei         | Monaco         | Salto con l'asta | Argento        | 4,75 m      | Miglior prestazione personale stagionale                   |
| 2023 | Europei indoor  | Istanbul       | Salto con l'asta | 4ª             | 4,60 m      |                                                            |
| 2023 | Mondiali        | Budapest       | Salto con l'asta | Qualificazione | nm          |                                                            |
| 2024 | Mondiali indoor | Glasgow        | Salto con l'asta | 7ª             | 4,55 m      |                                                            |
| 2024 | Europei         | Roma           | Salto con l'asta | Argento        | 4,73 m      | Miglior prestazione personale stagionale                   |
| 2024 | Giochi olimpici | Parigi         | Salto con l'asta | 9ª             | 4,70 m      |                                                            |

## Altre competizioni internazionali
2016
- Vincitrice della Diamond League nella specialità del salto con l'asta (62 punti)

2017
- Vincitrice della Diamond League nella specialità del salto con l'asta

2018
- Vincitrice della Diamond League nella specialità del salto con l'asta

2019
- Vincitrice della Diamond League nella specialità del salto con l'asta

## Riconoscimenti
- Atleta europea dell'anno (2017)